# Anka Ptaszkowska
Anka Ptaszkowska (née en 1935 à Varsovie) est une critique d'art et galeriste polonaise.

## Biographie
En 1965, Anka Ptaszkowska est cofondatrice de la Foksal Gallery à Varsovie. En 1970, elle s'installe à Paris avec son compagnon Eustachy Kossakowski avec qui elle réalisera l’œuvre 6 mètres avant Paris et où elle se liera d'amitié avec Daniel Buren. L'exposition Anka au cas au par cas consacrée à sa biographie et son travail est présentée au CAPC à Bordeaux en 2022.